# Bath Beach
Bath Beach è un quartiere di Brooklyn, New York City, Stati Uniti. Si trova a sud-ovest di Brooklyn sulla baia di Gravesend. I confini del quartiere Bensonhurst e New Utrecht lungo la 86° strada; Dyker Beach Park and Golf Course lungo la 14° Avenue; e Gravesend lungo Stillwell Avenue..